# Liste der Biografien/Bartk
Liste der Biografien |
Portal Biografien |
Personensuche
# |
A |
B |
C |
D |
E |
F |
G |
H |
I |
J |
K |
L |
M |
N |
O |
P |
Q |
R |
S |
T |
U |
V |
W |
X |
Y |
Z |
?
 
Ba |
Be |
Bd |
Bg |
Bh |
Bi |
Bj |
Bl |
Bm |
Bn |
Bo |
Br |
Bs |
Bu |
Bw |
By |
Bz
 
Baa |
Bab |
Bac |
Bad |
Bae |
Baf |
Bag |
Bah |
Bai |
Baj |
Bak |
Bal |
Bam |
Ban |
Bao |
Bap |
Baq |
Bar |
Bas |
Bat |
Bau |
Bav |
Baw |
Bax–Baz
 
Bara |
Barb |
Barc |
Bard |
Bare |
Barf |
Barg |
Barh |
Bari |
Barj |
Bark |
Barl |
Barm |
Barn |
Baro |
Barp |
Barq |
Barr |
Bars |
Bart |
Baru |
Barv |
Barw |
Bary |
Barz
 
Barta |
Bartb |
Bartc |
Bartd |
Barte |
Bartf |
Barth |
Barti |
Bartk |
Bartl |
Bartm |
Bartn |
Barto |
Bartr |
Barts |
Bartt |
Bartu |
Bartv |
Barty |
Bartz
Die Liste der Biografien führt alle Personen auf, die in der deutschsprachigen Wikipedia einen Artikel haben. Dieses ist eine Teilliste mit 25 Einträgen von Personen, deren Namen mit den Buchstaben „Bartk“ beginnt.

## Bartk

### Bartke
- Bartke, Andrzej (* 1939), polnisch-amerikanischer Biologe (Geriater)
- Bartke, Anne (* 1990), deutsche Fußballspielerin
- Bartke, Dieter (1954–2002), deutscher Handballtorwart
- Bartke, Eberhard (1926–1990), deutscher Kunstwissenschaftler, Generaldirektor der Staatlichen Museen zu Berlin
- Bartke, Günther (1923–2008), deutscher Ökonom
- Bartke, Matthias (* 1959), deutscher Politiker (SPD), MdB
- Bartkevičius, Kęstutis (* 1961), litauischer Politiker
- Bartkevičius, Laisvūnas (* 1966), litauischer Politiker

### Bartkn
- Bartknecht, Wolfgang (1925–2005), deutscher Ingenieur und Fachbuchautor

### Bartko
- Bartko, Robert (* 1975), deutscher RadsportlerRobert Bartko (* 1975)

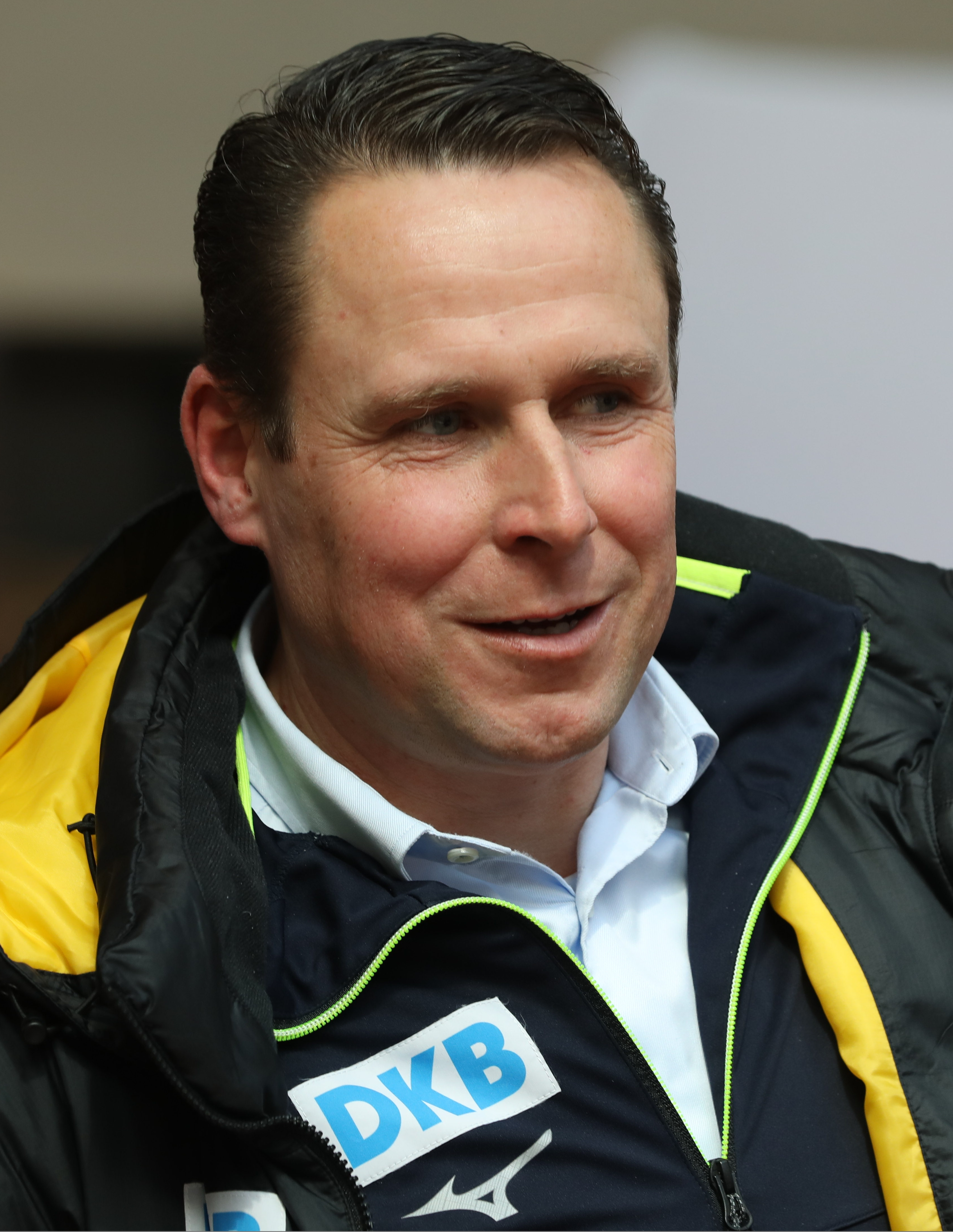
Robert Bartko (* 1975)

- Bartko, Šimon (* 1996), slowakischer Biathlet
- Bartkowiak, Andrzej (* 1950), polnischer Kameramann und Filmregisseur
- Bartkowiak, Margit (* 1956), deutsche Hürdenläuferin
- Bartkowiak, Paweł (* 1962), polnischer Radrennfahrer
- Bartkowiak, Sylwia (* 1991), polnische Handball- und Beachhandballspielerin
- Bartkowicz, Peaches (* 1949), US-amerikanische Tennisspielerin
- Bartkowski, Czesław (* 1943), polnischer Jazzmusiker
- Bartkowski, Gerhard (1913–1989), deutscher Radrennfahrer
- Bartkowski, Maria (* 1985), deutsche Florettfechterin
- Bartkowski, Matt (* 1988), US-amerikanischer Eishockeyspieler
- Bartkowski, Steve (* 1952), US-amerikanischer American-Football-Spieler

### Bartku
- Bartkus, Alfonsas (* 1946), litauischer Politiker
- Bartkus, Feliksas (1894–1973), litauischer römisch-katholischer Geistlicher und Theologe
- Bartkus, Gintautas (* 1966), litauischer Wirtschaftsjurist, Rechtsanwalt und Politiker
- Bartkutė, Gabrielė (* 1975), litauisches Fotomodell